# Sokołów (gromada w powiecie sieradzkim)
Sokołów (od 29 II 1956 Dąbrowa Wielka) – dawna gromada, czyli najmniejsza jednostka podziału terytorialnego Polskiej Rzeczypospolitej Ludowej w latach 1954–1972.
Gromady, z gromadzkimi radami narodowymi (GRN) jako organami władzy najniższego stopnia na wsi, funkcjonowały od reformy reorganizującej administrację wiejską przeprowadzonej jesienią 1954 do momentu ich zniesienia z dniem 1 stycznia 1973, tym samym wypierając organizację gminną w latach 1954–1972.
Gromadę Sokołów siedzibą GRN w Sokołowie utworzono – jako jedną z 8759 gromad na obszarze Polski – w powiecie sieradzkim w woj. łódzkim, na mocy uchwały nr 38/54 WRN w Łodzi z dnia 4 października 1954. W skład jednostki weszły obszary dotychczasowych gromad Dąbrowa Wielka, Kuśnie i Dębołęka ze zniesionej gminy Barczew oraz obszary dotychczasowych gromad Sokołów, Okręglica i Dąbrówka Sieradzka, ponadto kolonia Jędrzeisko z dotychczasowej gromady Bogumiłów oraz wieś Dębina i kolonia Dębina z dotychczasowej gromady Stoczki ze zniesionej gminy Monice w tymże powiecie. Dla gromady ustalono 20 członków gromadzkiej rady narodowej.
29 lutego 1956 gromadę zniesiono w związku z przeniesieniem siedziby GRN z Sokołowa do Dąbrowy Wielkiej i zmianą nazwy jednostki na gromada Dąbrowa Wielka.